# Wyspy Agalega
Wyspy Agalega (ang. Agalega Islands, fr. îles Agaléga) – dwie wyspy na  Oceanie Indyjskim, należące do Republiki Mauritiusa, położone około 1000 km na północ od wyspy Mauritius. Ich całkowity obszar wynosi 26 km².
Na północnej wyspie jest pas startowy o długości 1300 metrów, stolica  Vingt Cinq i wieś La Fourche, a na wyspie południowej wieś Sainte Rita. Wyspa północna ma ponad 12 km długości i 1600 m szerokości.
Wyspy są znane z połowu ryb oraz uprawy orzechów kokosowych, które są podstawą lokalnej gospodarki.